# Verkehrsgarten Rostock

Eingang der Jugendverkehrsschule in Rostock

Der Verkehrsgarten Rostock – heute Verkehrs- und Freizeitgarten Rostock (auch Jugendverkehrsschule Rostock) – liegt im Barnstorfer Wald und ist ein Übungsplatz, auf dem Kinder das verkehrsgerechte Fahrradfahren erlernen können.

## Begriffserklärung
Als Verkehrs- und Freizeitgarten bezeichnet man das Gelände der Jugendverkehrsschule, also nur die Wege und Verkehrsschilder.
Als Jugendverkehrsschule werden sowohl die später errichteten Gebäude, als auch die Gebäude in Verbindung mit dem Verkehrsgarten bezeichnet.

## Geschichte
Am 7. November 1957 wurde der damals noch „Pioniergarten“ genannte Verkehrsgarten eingeweiht. Gebäude gab es zu dieser Zeit noch nicht auf dem Gelände, diese kamen erst später hinzu. In kleinen benzinbetriebenen Fahrzeugen, die von der Neptun-Werft produziert wurden, lernten damals die Jungpioniere das Verhalten im Straßenverkehr, aber auch das Miteinander und einige mechanische Grundlagen von Automobilen.

## Der Verkehrs- und Freizeitgarten heute
Alle Viertklässler aus Rostocker Schulen lernen in der Jugendverkehrsschule das verkehrssichere Fahrradfahren. Bevor die Kinder zum praktischen Üben in den Barnstorfer Wald kommen, stehen zwei Unterrichtsstunden in der Schule auf dem Programm, die durch Mitarbeiter der Polizei abgehandelt werden. Wenn die theoretischen Grundlagen bei den Kindern vorhanden sind, geht es zur Praxis in den Verkehrsgarten. An zwei (meist aufeinander folgenden) Tagen sind die Klassen (max. 2 pro Tag) dort. 
Am ersten Tag gibt es zwei Übungen, die zuerst zu Fuß erkundet werden, um den Kindern Gelegenheit zu geben, sich mit den Eigenheiten der Strecke vertraut zu machen und Fragen zu stellen. Danach werden die Übungen mit den verkehrsgarteneigenen Fahrrädern gefahren.
Am zweiten Tag wird mit einer Übung gestartet und danach folgt die Prüfung, in denen das zuvor Gelernte Anwendung findet. Schwerpunkte hierbei sind: rechts vor links, Kreisverkehr, das richtige Anfahren auf der Straße, Fußgängerüberwege, Baustellen (Straßeneinengungen) und Stoppschilder. Jedes Kind muss die Prüfung separat fahren, damit nicht vom Vordermann abgeschaut werden kann. Je nach Fehlerpunkten gibt es zum Abschluss des zweiten Tages eine grüne, gelbe oder rote Urkunde.
Heute wird die Jugendverkehrsschule von der Hanseatischen Weiterbildungs- und Beschäftigungsgemeinschaft Rostock gGmbH geführt. Hauptsächlich sind es Ein-Euro-Jobber (MAE-Kräfte), die hier tätig sind. Für jeden von ihnen gibt es eine Einweisung zu Beginn der Tätigkeit und regelmäßige Schulungen von Polizeibeamten.

## Außerhalb der Schulzeiten
Während der Ferien bietet die Jugendverkehrsschule ein breites Programm an Aktivitäten für Kinder an. Geburtstage können dort gefeiert, außerdem gibt es Schatzsuchen, Piratenfeste und Lehrangebote zum Thema Fahrrad. Das Alter der Kinder spielt hierbei keine Rolle.